# اوبرت (دهانه)
اوبرت یک دهانه برخوردی در ماه‌ است.